# Crema di whisky

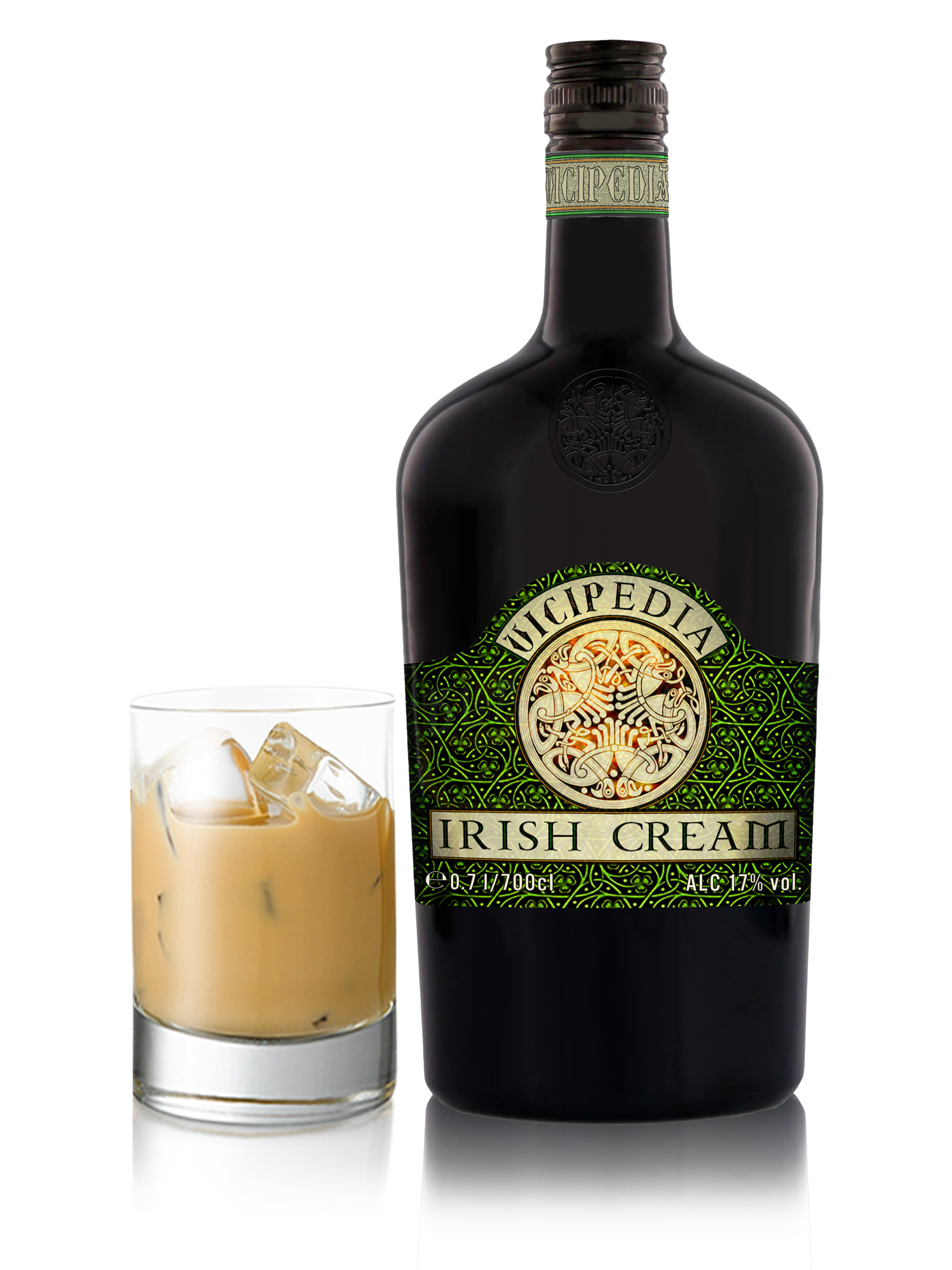
Crema di whiskey

La crema di whiskey o crema di whisky (talvolta country cream) è un liquore composto da crema di latte e whiskey. La varietà crema irlandese (in inglese irish cream) è una indicazione geografica data alle creme di whiskey prodotte in Irlanda con ingredienti irlandesi secondo parametri ben regolamentati.

## Caratteristiche
La crema di whiskey è un liquore dal grado alcolico che varia, normalmente, fra i 15 - 20% vol.; generalmente, tale quantitativo di alcol dovrebbe essere sufficiente per mantenere la crema senza dover ricorrere all'uso di conservanti aggiuntivi. Si presenta con una consistenza cremosa e di colore marrone chiaro o dorato (tonalità data dalla proporzioni di panna e whisky contenute). Il sapore può variare a seconda delle spezie aggiuntive (solitamente vaniglia, cacao o zucchero) ma, comunque, deve mantenere delle note dolci e zuccherine e un sentore alcolico non troppo elevato.

### Crema irlandese
La crema irlandese (in inglese Irish cream o irish cream liqueur) è un liquore protetto dalla denominazione di indicazione geografica europea (codice di riferimento n°32) e sottoposta al giudizio del dipartimento dell'agricoltura irlandese. Per potersi fregiare di tale denominazione, la crema di whiskey deve essere prodotta in Irlanda (compresa l'Irlanda del Nord), secondo metodi regolamentati, e deve contenere il 10% di crema di latte (esclusivamente locale), l'1% di whiskey irlandese e un grado alcolico superiore al 15% vol.; l'imbottigliamento può essere effettuato al di fuori dell'isola ma, in tal caso, essere evidenziato. Altri ingredienti (aromi, addensanti, stabilizzanti e emulsionanti) possono essere presenti nelle dosi definite dalla regolamentazione. Il prodotto finale deve avere tutte le caratteristiche, il gusto e le proprietà definite da tali parametri; La crema irlandese non può essere prodotta in formulazioni che ne permettano una ricostruzione successiva fuori dall'isola (es. liofilizzazione).

## Servizio
La crema di whiskey viene servita in bicchieri tumbler a temperatura ambiente o con ghiaccio (on the rocks); è possibile spolverare sopra, come decorazione aromatica, caffè o cacao in polvere. Questo liquore può essere utilizzato come correzione per bevande calde come il caffè o la cioccolata calda, oppure essere impiegato nella preparazione del caffè shakerato. Dato il sapore dolce, è spesso utilizzato come ingrediente per dolci o dessert alcolici come torte, frappé e gelati.

### Cocktail
La crema di whiskey appare in molti cocktail, soprattutto shots. A causa della sua composizione, è spesso utilizzata per produrre effetti visivi nei drinks: si sfrutta, infatti, la coagulazione della caseina in presenza di bevande acide (come succo di limone o vino) oppure la diversa densità del prodotto rispetto ad altri ingredienti per produrre stratificazioni. La crema di whiskey è presente nelle ricette di diversi cocktail, fra i quali:
- B-52 (e varianti)
- Blowjob
- Monkey Brain
- Chocolatini
- Flaming Lamborghini
- Irish cream coffee
- Irish flag
- Irish frog (e varianti)
- Ladyboy
- Mudslide
- Orgasm (e varianti)
- Slippery nipple (e varianti)

## Storia
La prima crema di whisky è stato il Baileys, ideato e creato, fra il 1973 e il 1974 da un gruppo di dipendenti della Gilbeys of Ireland come liquore da esportazione. Dopo la creazione di questo liquore, specialmente negli anni ottanta e anni novanta, il prodotto ha guadagnato notorietà a livello globale e sono nati una serie di marchi sulla falsariga del capostipite. negli anni 2000 sono nate le prime varianti aromatizzate.

## Marchi
Sebbene il principale produttore di crema di whiskey sia la Diageo col marchio Baileys , sul mercato esistono diversi produttori , compresi marchi del distributore (Lidl, ALDI, Tesco, ecc.). I marchi di crema irlandese I.G. sono:
- Baileys (Diageo)
- Brogan's Irish Cream (First Ireland Spirits)
- Feeney's Irish Cream (First Ireland Spirits)
- Molly's Irish Cream (Terra)
- O'Caseys's Irish Cream (First Ireland Spirits)
- Merrys Irish Cream (Merrys)

Altri brand non I.G. di crema di whiskey comprendono:
- Brady's (Castle Brands)
- Carolans (Campari)
- Kerrygold (Ornua)
- O'Mara's Country Cream (First Ireland Spirits)